# Tremayne Rodd (3e baron Rennell)
Pour les articles homonymes, voir Rodd.
Pas d'image ? Cliquez ici

a Compétitions nationales et continentales officielles uniquement.

b Matchs officiels uniquement.
John Adrian Tremayne Rodd, 3e baron Rennell de Rodd, né le 28 juin 1935 à Kensington et mort à Londres le 9 décembre 2006, est un joueur international écossais de rugby à XV, un officier de la Royal Navy et un baron de la pairie du Royaume-Uni, membre de la Chambre des lords.

## Biographie

### Origines, famille et jeunesse
Rodd est un hameau à la frontière du Herefordshire (en Angleterre) et du Powys (au pays de Galles), et le siège du domaine « The Rodd », propriété de la famille Rodd à partir le XVIe siècle. Tremayne Rodd est l'arrière-arrière-arrière-petit-fils du géographe James Rennell, le « père de l'océanographie ». La fille de James Rennell épouse le vice-amiral Sir John Tremayne Rodd, et leur petit-fils, le poète et ambassadeur James Rennell Rodd, est fait baron de la pairie du Royaume-Uni en 1835,,. 
Tremayne Rodd est le deuxième des deux enfants de Gustaf Rennell Rodd, sixième et dernier enfant du 1er baron Rennell, et commandant dans la Royal Navy durant la Seconde Guerre mondiale. Le 2e baron est Francis Rodd, frère aîné de Gustaf. Les quatre enfants de ce dernier étant des filles, et Francis Rodd ayant survécu à tous ses frères dont deux n'ont pas eu d'enfant, son titre de baron passe, à sa mort en 1978, au seul fils survivant de Gustaf Rodd : Tremayne, dont le frère aîné est mort jeune et sans enfants. L'artiste Simon Elwes (en) est l'un de ses oncles par mariage, et l'écrivaine Nancy Mitford (des sœurs Mitford) est l'une de ses tantes par mariage. 
Tremayne Rodd est éduqué à Downside School (en), un internat catholique privé à Bath. Comme son père avant lui, il est ensuite formé au Britannia Royal Naval College, l'école de formation des officiers de la Marine britannique. Il apprend le rugby dans ces deux écoles, et devient membre de l'équipe de rugby à XV de la Marine, ainsi que de l'équipe de rugby à XV des Forces armées britanniques combinées ("Combined Services XV"). Avec cette dernière, il affronte l'équipe d'Australie en 1957 ; les Britanniques perdent 11-16. En 1958, il est champion de boxe de la Home Fleet, la flotte de défense des eaux territoriales britanniques.

### Carrière de rugby avec le «XV du Chardon»
Bien qu'étant anglais, Tremayne Rodd bénéficie du fait qu'il ait une grand-mère écossaise, ce qui lui permet de jouer pour l'équipe d'Écosse de rugby à XV au poste de demi de mêlée. Son premier match est une victoire 11-9 pour les Écossais contre l'équipe de France en janvier 1958 à Murrayfield, en match d'ouverture du Tournoi des Cinq Nations 1958. Avec quatorze sélections en équipe d'Écosse entre 1958 et 1965, il engrange trois victoires (11-9 contre la France en 1958, 12-8 contre l'Australie cette même année, et 10-0 contre la France en 1964) et deux matchs nuls, dont un 0-0 contre les All Blacks en 1964 qui fait la fierté des Écossais et où Tremayne Rodd s'avère « brillant ». Il participe à cinq éditions du Tournoi des Cinq Nations : 1958, 1960, 1962, 1964 et 1965. Les Écossais sont co-champions avec les Gallois au Tournoi de 1964, où Tremayne joue deux matchs : la victoire 10-0 face à la France et une défaite 3-11 face au pays de Galles,. 
Joueur au club des London Scottish, il joue également quelques matchs pour les Barbarians et pour l'équipe du comté anglais du Hampshire, où il réside. En 1961, c'est avec l'équipe des Forces armées britanniques combinées qu'il joue contre l'équipe d'Afrique du Sud, match perdu 5-14 par les Britanniques durant la tournée triomphale des Springboks dans les îles Britanniques (trente-et-une victoires en trente-quatre matchs). Il joue également au rugby à sept avec l'équipe des London Scottish de rugby à sept et remporte cinq fois le tournoi du comté du Middlesex. En 1966, c'est comme journaliste indépendant qu'il accompagne l'équipe des Lions britanniques en tournée en Nouvelle-Zélande, en Australie et au Canada. Il envoie des articles qui sont publiés par les journaux The Observer et The Scotsman. Parce qu'il est rémunéré pour ces articles, la Fédération écossaise de rugby à XV considère qu'il n'est plus un joueur amateur, et le bannit à la fois de l'équipe nationale écossaise et de son club.
Outre le rugby et la boxe, il est très bon joueur de golf, d'échecs et de backgammon. Il joue à ce dernier avec son cousin le peintre Dominick Elwes (en) et leurs connaissances Lord Lucan et John Aspinall. Il prend part plusieurs fois aux championnats du monde de backgammon,. Avec une touche d'excentricité, un mois de décembre en période de Noël, il s'installe à une table en vitrine du magasin Selfridges de Londres et y invite le tout-venant à jouer au backgammon avec lui.

### Carrière commerciale
Après des déploiements successifs dans la Home Fleet, dans la Flotte méditerranéenne et dans la Flotte d'Extrême-Orient, et ayant atteint le grade de lieutenant, Tremayne Rodd quitte la Marine en 1962 et obtient un emploi de bureau à la banque Morgan Grenfell où son oncle le baron Renfell est directeur. Ce travail ne lui plaît pas, et en 1967 il devient l'un des directeurs d'une entreprise de fabrication de médailles et de trophées dans le quartier de King's Cross à Londres. En 1978 il crée sa propre entreprise de mercatique, Tremayne Limited, qu'il dirige jusqu'en 1984,,. Il épouse en 1977 Phyllis Neill, qu'il a rencontrée dans une file d'attente à un aéroport et dont il aura quatre enfants,.

### À la Chambre des lords
À la mort de son oncle en 1978, il devient le 3e baron Rennell, et hérite d'un siège à la Chambre des lords, la chambre haute du Parlement du Royaume-Uni. Il y siège comme membre du Parti conservateur. Le manoir du domaine The Rodd, près de Presteigne au pays de Galles, a cessé d'être la propriété de la famille Rodd à la mort de Bampfylde Rodd en 1725, mais a été racheté par le 2e baron Rennell, Francis Rodd, en 1935. À la mort de ce dernier en 1978, le domaine et le manoir demeurent la propriété de sa veuve Mary, qui les vend à l'artiste australien Sidney Nolan en 1981 ; Tremayne n'y habite donc jamais.
Il joue plusieurs matchs avec l'équipe de rugby à XV de la Chambre des lords, et participe à l'âge de 58 ans à l'équipe conjointe des chambres des lords et des communes qui part en tournée en Afrique du Sud en 1993. Il prend part cette même année à la victoire 14-12 des parlementaires britanniques face à une équipe de Nouvelle-Zélande qui comprend l'ancien All Black David Kirk ; son coéquipier Lord Addington le décrit comme se jetant dans les tacles. Il a la soixantaine passée lorsqu'il joue ses derniers matchs. La loi House of Lords Act de 1999, introduite par le gouvernement Blair, met fin à la représentation héréditaire à la Chambre des lords, et Tremayne Rodd y perd son siège.
Il meurt d'un cancer à l'âge de 71 ans en 2006, et son unique fils, James, devient le 4e baron Rennell,.